# Grande Prémio da Índia de MotoGP
O Grande Prêmio da Índia de MotoGP (português brasileiro) ou Grande Prémio da Índia de MotoGP (português europeu) é um evento motociclístico que faz parte do calendário da MotoGP desde a temporada de 2023, sendo realizado no Circuito Internacional de Buddh em Dankaur, perto de Greater Noida, Utar Pradexe, Índia.
Anteriormente, o Circuito Internacional de Buddh deveria sediar uma rodada do Campeonato Mundial de Superbike de 2013. No entanto, esse evento foi cancelado devido a encargos operacionais do circuito.

## Vencedores do Grande Prémio da Índia
| Ano  | Pista | Moto3       | Moto3      | Moto2        | Moto2      | MotoGP          | MotoGP     |
| Ano  | Pista | Piloto      | Construtor | Piloto       | Construtor | Piloto          | Construtor |
| ---- | ----- | ----------- | ---------- | ------------ | ---------- | --------------- | ---------- |
| 2023 | Buddh | Jaume Masià | Honda      | Pedro Acosta | Kalex      | Marco Bezzecchi | Ducati     |